# Yume ni Konnichiwa ~Willow Town Monogatari~
Yume ni Konnichiwa ~Willow Town Monogatari~ (夢にこんにちは〜ウイロータウン物語〜?) è un brano musicale di Masami Okui, scritto da Matsuba Miho e Tezuka Osamu, e pubblicato come singolo il 26 novembre 1993 dalla Starchild. Il singolo non è riuscito ad entrare nella classifica settimanale Oricon dei singoli più venduti. Yume ni Konnichiwa ~Willow Town Monogatari~ è stato utilizzato come sigla di apertura dell'anime Tanoshii Willow Town.

## Tracce
CD singolo KIDA-70
1. Yume ni Konnichiwa ~Willow Town Monogatari~ (夢にこんにちわ ～ウイロータウン物語～)
2. Liverpool e Oide (リバプールへおいで)
3. Yume ni Konnichiwa ~Willow Town Monogatari~ (off vocal version)
4. Liverpool e Oide (off vocal version)